# Râul Stuhi
Râul Stuhi este un curs de apă, afluent al râului Tazlăul Mare.